# Tarzan (colonna sonora)
La colonna sonora del film d'animazione Tarzan è stata pubblicata dalla Walt Disney Records il 18 maggio 1999, in concomitanza con l'uscita della pellicola nelle sale cinematografiche. L'album è stato inciso dal cantante britannico Phil Collins con la collaborazione del compositore Mark Mancina.
Phil Collins ha eseguito i brani della colonna sonora in inglese, italiano, francese, tedesco e spagnolo.
Il brano You'll Be in My Heart è stato premiato con un Oscar alla migliore canzone e un Golden Globe per la migliore canzone originale.

## Tracce
Testi e musiche di Phil Collins, orchestrazioni di Mark Mancina.
Versione originale (Walt Disney 0102472DNY)
1. Two Worlds (Soundtrack version) – 3:20
2. You'll Be in My Heart (feat. Glenn Close) (Soundtrack version) – 1:36
3. Son of Man – 2:45
4. Trashin' the Camp (feat. Rosie O'Donnell) – 2:17
5. Strangers Like Me – 3:01
6. Two Worlds (Reprise) – 0:51
7. Trashin' the Camp (feat. NSYNC) – 2:24
8. You'll Be in My Heart – 4:18
9. Two Worlds – 2:43
10. A Wondrous Place (Score) – 5:18
11. Moves Like an Ape, Looks Like a Man (Score) – 2:57
12. The Gorillas (Score) – 4:29
13. One Family (Score) – 3:48
14. Two Worlds (Finale) – 1:19

Versione tedesca (Walt Disney 0105282DNY)
1. Zwei Welten
2. Dir gehört mein Herz
3. So ein Mann
4. Krach im Lager
5. Fremde wie ich
6. Zwei Welten (Reprise)
7. You'll Be in My Heart (Single Version)
8. Trashin' the Camp (feat. NSYNC)
9. Strangers Like Me (Top 40 Mix)
10. Son of Man (Single Version)
11. Two Worlds
12. Ein wundersamer Ort (Score)
13. Ein Mensch, der sich wie ein Affe bewegt (Score)
14. Die Gorillas (Score)
15. Eine Familie (Score)
16. Zwei Welten (Finale)

Versione francese (Walt Disney 36086-2)
1. Entre deux mondes
2. Toujours dans mon coeur
3. Enfant de l'homme
4. Jungle Jazz
5. Je veux savoir
6. Entre deux mondes (Reprise)
7. You'll Be in My Heart (Single Version)
8. Trashin' the Camp (feat. NSYNC)
9. Strangers Like Me (Top 40 Mix)
10. Son of Man (Single Version)
11. Two Worlds
12. Un endroit merveilleux (Score)
13. Le singe est un homme comme les autres (Score)
14. Les gorilles (Score)
15. Une grande famille (Score)
16. Entre deux mondes (Finale)

Versione italiana (Walt Disney 0927-44600-2)
1. Se vuoi
2. Sei dentro me
3. In tuo figlio
4. Trashin' the Camp
5. Al di fuori di me
6. Se vuoi (Reprise)
7. You'll Be in My Heart (Single Version)
8. Trashin' the Camp (feat. NSYNC)
9. Strangers Like Me (Top 40 Mix)
10. Son of Man (Single Version)
11. Two Worlds
12. Un luogo meraviglioso (Score)
13. Si muove come una scimmia sembra un uomo (Score)
14. I gorilla (Score)
15. Una famiglia (Score)
16. Se vuoi (Finale)

## Classifiche

### Classifiche settimanali
| Classifica (1999) | Posizione massima |
| ----------------- | ----------------- |
| Australia         | 40                |
| Austria           | 9                 |
| Belgio (Fiandre)  | 32                |
| Belgio (Vallonia) | 28                |
| Francia           | 9                 |
| Germania          | 6                 |
| Norvegia          | 32                |
| Nuova Zelanda     | 34                |
| Paesi Bassi       | 51                |
| Spagna            | 20                |
| Stati Uniti       | 5                 |
| Svizzera          | 11                |

### Classifiche di fine anno
| Classifica (1999) | Posizione |
| ----------------- | --------- |
| Germania          | 79        |